# Broughton (Lincolnshire)
Broughton è un paese di 5 296 abitanti della contea del Lincolnshire, in Inghilterra.